# Combinación mortal
Combinación mortal es el primer álbum (álbum debut) del cantante dominicano de música cristiana Redimi2, lanzado en 2000. Este álbum cuenta con la participación de Lilly Goodman y la voz de Juan Carlos Rodríguez vocalista del grupo Tercer Cielo, además de su hermano JG y Chiqui, con quien G.C. Willy compartía el nombre de grupo Redimi2 Squad.
El álbum se acreditó un premio AMCL como "Mejor álbum urbano".

## Lista de canciones
| N.º | Título                                                                      | Duración |  |
| 1.  | «Buenas Noticias»                                                           | 3:27     |  |
| 2.  | «De Tal Manera» (con Lilly Goodman)                                         | 4:41     |  |
| 3.  | «Rafi Mendez»                                                               | 4:47     |  |
| 4.  | «Qué Futuro Tendrá»                                                         | 5:23     |  |
| 5.  | «Combinación Mortal»                                                        | 4:06     |  |
| 6.  | «Más Que Vencedor»                                                          | 3:32     |  |
| 7.  | «Knock Out» (con la voz adicional de Juan Carlos Rodríguez de Tercer Cielo) | 4:27     |  |
| 8.  | «Juventud Rebelde»                                                          | 4:20     |  |
| 9.  | «Sangre Santa»                                                              | 2:48     |  |
| 10. | «Lugar De Paz»                                                              | 5:56     |  |